# Stora Kåsjön
Stora Kåsjön är en sjö i Partille kommun i Västergötland och ingår i Göta älvs huvudavrinningsområde. Sjön är 32 meter djup, har en yta på 1,02 kvadratkilometer och befinner sig 109,1 meter över havet.
Kåsjön är Partille kommuns största sjö samt utgör kommunens dricksvattentäkt.

## Kåsjöns tillkomst
Sjön är en så kallad sprickdalssjö och dess storlek i regionen gör den unik i och med att havsnivån efter istiden bara under en kort tid nådde upp till sjöns höjd på 109,2 meter över havet, havet efter istiden var som högst 120 m över dagens nivå. Sjön förblev därmed[källa behövs]. Kåsjön är näringsfattig och är förskonad från igenväxning. Genom sitt läge några meter under högsta kustlinjen och med svårvittrade och sura bergarter i omgivningen är vattnet i sjön utan större buffrande förmåga mot surt nedfall. På 1980-talet sattes en kalkningsaktion in för att rädda sjön från att bli permanent försurad. Fisk och djurliv återhämtade sig efter kalkningsinsatserna. Än idag forstsätter kalkningsinsatserna med jämna mellanrum. Försurningen har minskat i omfattning via nederbörden men fortfarande är de sura perioderna vid framförallt snösmältning ett problem för fiskeleken runt sjön.

## Namnet
Namnet Kåsjön är en nutida förkortning av Kåres sjö. En man vid namn Kåre bosatte sig med sin familj vid östra delen under 1500-talets tidigare del. Där livnärde de sig på odlingar, fisk och jakt.

## Geografi och ekologi
Kåsjön har ett begränsat tillflöde och är en källsjö genom att grundvatten tränger upp i sjön. Kåsjön varierar stort i djup, från 30 meters djup till stora långgrunda områden och ett flertal grund samt öar. Kåsjön är uppdelad i tre delar: Stora Kåsjön i ost, Lilla Kåsjön västerut och Kåtjärn längst västerut. De västliga delarna är mer näringsrika än den östliga delen vilket syns på växtligheten i sjön och på floran vid stränderna.  
Sjöns höga höjd i förhållande till omkringliggande marker gör att försumbara mängder föroreningar når fram till sjön. Industrier eller annan förorenande verksamhet finns knappt i sjöns närhet. Kåsjöns höjd regleras genom en fördämning i sjöns sydöstra del där den också avvattnas genom Kåbäcken. Kåbäcken rinner därefter ut i sjön Maderna och därefter genom en delvis kulverterad del till Säveån som i sin tur rinner ut i Göta älv. 

## Bad och dricksvattentäkt
Sjön utgör Partille kommuns dricksvattentäkt. Sjön är en populär badsjö med relativt klart vatten. Varierande typ av stränder finns runt sjön såsom långgrunda sandstränder, klipphällar, gräs, sankmark, steniga stränder, dyiga stränder m.m. I anslutning till sjön ligger orten Öjersjö.

## Delavrinningsområde
Stora Kåsjön ingår i delavrinningsområde (640383-128047) som SMHI kallar för Utloppet av Stora Kåsjön. Medelhöjden är 122 meter över havet och ytan är 4,74 kvadratkilometer. Det finns inga avrinningsområden uppströms utan avrinningsområdet är högsta punkten. Vattendraget som avvattnar avrinningsområdet har biflödesordning 3, vilket innebär att vattnet flödar genom totalt 3 vattendrag innan det når havet efter 21 kilometer. Avrinningsområdet består mestadels av skog (68 %). Avrinningsområdet har 1,02 kvadratkilometer vattenytor vilket ger det en sjöprocent på 21,4 %. Bebyggelsen i området täcker en yta av 0,4 kvadratkilometer eller 8 % av avrinningsområdet.

## Bilder

Kåsjön
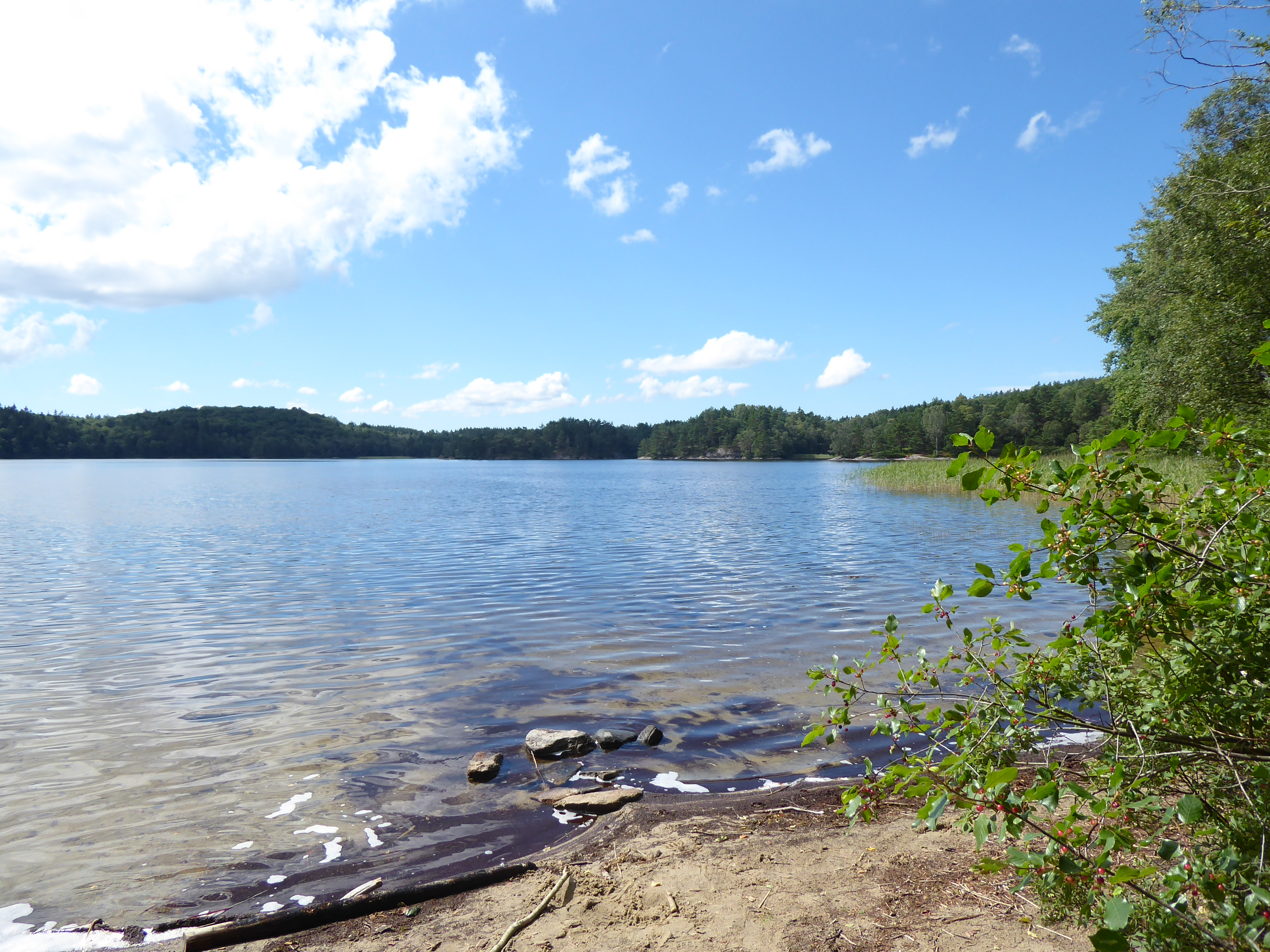
Stora Kåsjön från norr den 1 augusti 2020.
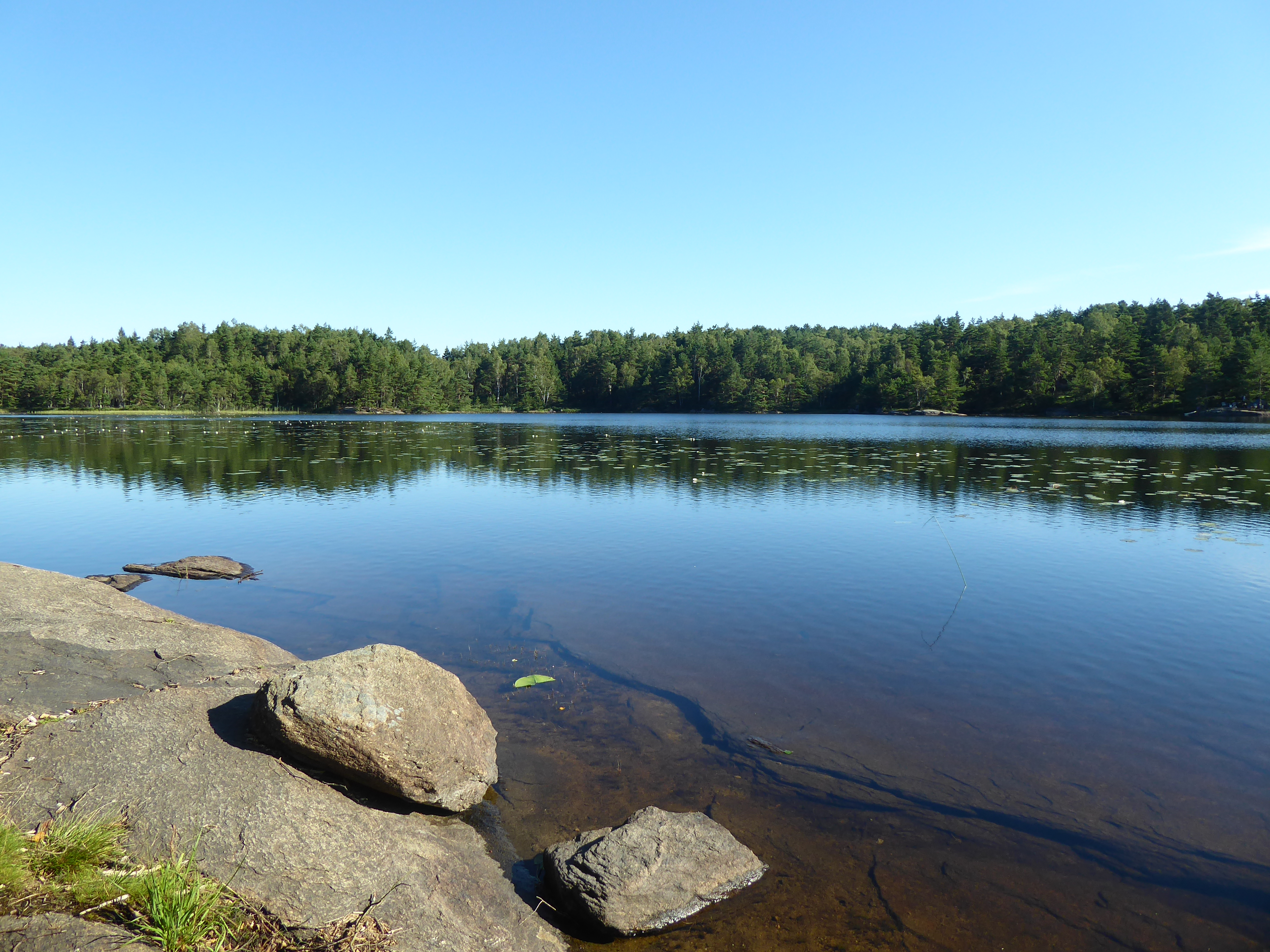
Lilla Kåsjön från sydväst den 1 augusti 2020.
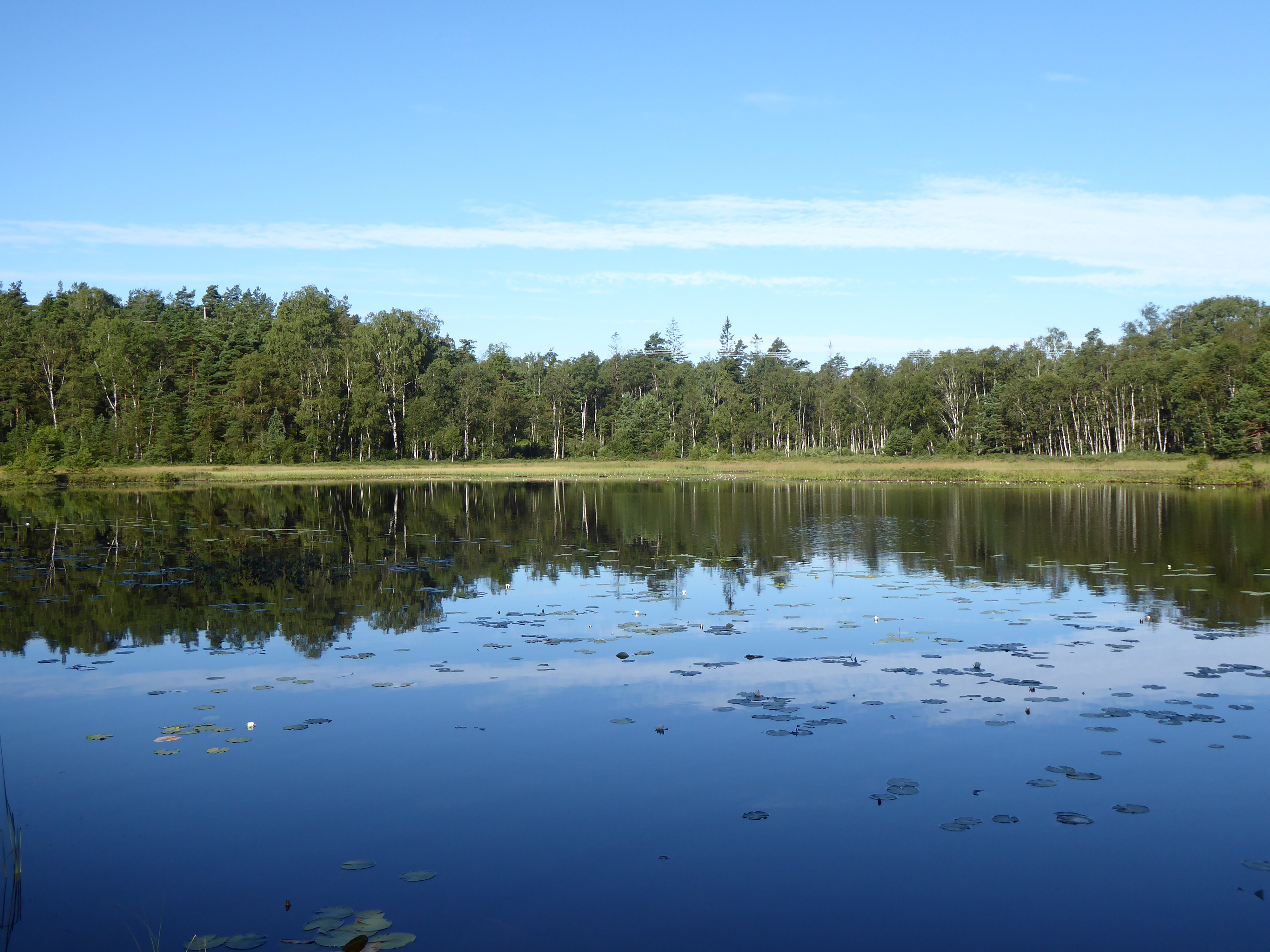
Kåtjärn från ost den 1 augusti 2020.